# Panfilo Ballanti
Panfilo Ballanti (Ascoli Piceno, 1818 - Rome, 26 février 1884) est un homme politique italien.

## Biographie
Il a été député du royaume d'Italie durant les VIIIe, XIIIe, XIVe et XVe législatures.